# Allport (Pennsylvanie)
Pour les articles homonymes, voir Allport.
Allport est une census-designated place située dans le comté de Clearfield, dans le Commonwealth de Pennsylvanie, aux États-Unis. Sa population s’élevait à 264 habitants lors du recensement de 2010.

## Source
- (en) Cet article est partiellement ou en totalité issu de l’article de Wikipédia en anglais intitulé « Allport, Pennsylvania » (voir la liste des auteurs).

1. ↑  « Archived copy » [archive du 21 décembre 2013] (consulté le 6 décembre 2015)